# Улица Плющева
Улица Плю́щева (название утверждено 13 апреля 1972 года) — улица в Восточном административном округе города Москвы на территории района Перово. Проходит от Перовской улицы до улицы Аносова. До 1963 года носило название улицы Плеханова (не путать с настоящей улицей Плеханова).
Берёт начало от Перовской улицы; кончается пересечением с Кусковской улицей. Пересекает Мастеровую улицу.

## Происхождение названия
- Названа 13 апреля 1972 года в честь большевика П. К. Плющева, первого председателя военно-революционного комитета Московско-Казанской железной дороги, возглавившего оппозиционно-протестное движение в период 1915—1918 гг. рабочих железнодорожных мастерских на станции Перово.

## История
Первое упоминание Улицы Плющева на картах приходится на 20—30-е годы XX века. Улица появилась в подмосковном селе Перово и изначально носила название улица Плеханова. Изначально начиналась от улицы Чернышевского (ныне улица Аносова) в районе ж-д станции Перово Рязанского направления МЖД и проходила до границ г. Москвы (в районе нынешней Перовской улицы). В 1972 году часть улицы Плеханова в Москве была выделена в отдельную улицу, которая и получила нынешнее название улица Плющева.

## Здания и сооружения
По нечётной стороне:
- № 7 — «Московско-Рязанская Дистанция Пути»
- № 11А — ГБОУ ЦО № 422 «Перово»
- № 13А — Школа № 782
- № 15А — Центральная больница № 4 (Детское отделение)

По чётной стороне:
- № 18А — Дом культуры Локомотивно-ремонтного завода (1927—1928)[2]
- № 20 — Поликлиника № 73

## Транспорт
- Станции метро:
  - «Перово» — 1,53 км по Зелёному проспекту от пересечения улицы Плющева с Перовской улицей.
  - «Шоссе Энтузиастов» — 1,35 км (по прямой)
- Железнодорожный транспорт:
  - Станция МЦК «Шоссе Энтузиастов» — в 1,75 км от пересечения с Перовской улицей
  - Платформа «Перово» Казанского направления МЖД — в 480 м от пересечения с улицей Аносова и Кусковской улицей
  - Платформа «Чухлинка» Горьковского направления МЖД — в 870 м от пересечения с улицей Аносова и Кусковской улицей
- Автобусы 83, 842, с676. На улице Плющева расположено три остановочных пункта.